# Треффтц, Эрих
Эрих Треффтц (нем. Erich Trefftz, 21 февраля 1888 года, Лейпциг — 21 января 1937 года, Дрезден) — немецкий учёный-механик, математик и преподаватель высшей школы, профессор университета.

## Биография
Сын торговца Оскара Треффца (1848—1906) и Анны Элизы, урождённой Рунге. С 1897 года он посещал Томасшуле в Лейпциге. В 1900 году семья переехала в Ахен, где в 1906 году Треффц окончил гимназию кайзера Вильгельма. Затем он начал изучать машиностроение в местном Техническом университете. Однако уже через два семестра он переключился на изучение математики, чем и занялся с 1908 года в Гёттингене, где учился у Давида Гильберта, Пауля Кёбе и Людвига Прандтля. С помощью своего дяди, Карла Рунге, он прошёл стажировку в Колумбийском университете в Нью-Йорке в 1909/10 году, а затем продолжил обучение в Страсбургском университете, где познакомился с Рихардом фон Мизесом. С 1912 года он работал ассистентом в Технической академии Ахена и в 1913 году получил докторскую степень, защитив диссертацию на тему «Über die Kontraktion kreisförmiger Flüssigkeitsstrahlen». Во время Первой мировой войны Треффц ушёл добровольцем в армию, служил на офицерских должностях с 1914 года, пока не был отозван в Аэродинамический институт в Ахене (он получил ранение в мае 1917 года). В это же время он написал докторскую диссертацию и в 1919 году был назначен профессором математики в Технической школе Ахена. Годом ранее он женился на Фриде Офферман. В браке между 1919 и 1926 годами родилось пятеро детей, среди которых были Элеонора Треффц, впоследствии — доктор естественных наук, и Фридерика Треффц, которая стала рентгенологом.
В 1922 году Эрих Треффц был назначен на механический факультет Технического университета Дрездена и, будучи профессором технической механики, с 1927 года возглавлял одноименную кафедру на факультете математики и естественных наук, где он сосредоточился, в частности, на авиации, а также других естественных науках — гидродинамике, теории упругости и теории колебаний. В 1926 году Треффц опубликовал метод «численного приближенного решения линейных однородных краевых задач для уравнений в частных производных», который теперь называется «методом Треффца». В 1929 году Технический университет Штутгарта присвоил ему звание почётного доктора. С 1933 года Эрих Треффц был редактором журнала «Прикладная математика и механика» GAMM, издание которого после его смерти продолжил Фридрих Адольф Виллерс. В ноябре 1933 года он подписал декларацию немецких профессоров в поддержку Адольфа Гитлера. В 1934 году он получил Мемориальную премию Аккермана-Тойбнера. В эпоху национал-социализма Треффц поддерживал многочисленных коллег-евреев, но также подвергал политических преследованиям таких людей, как Фридрих Адольф Виллерс. С 1936 года Треффц работал три дня в неделю в Немецком авиационном научно-исследовательском институте в Берлине-Адлерсхофе; примерно в то же время он стал соредактором Gelbe Springersche Sammlung.
Эрих Треффц умер в Дрездене в 1937 году после тяжёлой болезни. Его прах был захоронен на родовом участке захоронения семьи Треффц (№ 31) в VIII секции Нового кладбища Святого Иоанна в Лейпциге. На надгробии семьи Треффц на Кладбище Лошвиц находится памятная надпись. В 1987 году в здании Виллерса Технического университета Дрездена был открыт бюст Эриха Треффца; с 1994 года здание лекционных залов Математического и Физического институтов Технического университета Дрездена носит имя Треффца. Часть его имущества в настоящее время находится в архиве Технического университета Дрездена.